# Cabin Creek Bridge
 (janvier 2023).
Le Cabin Creek Bridge est un pont du comté de Johnson, dans l'Arkansas, aux États-Unis. Ce pont routier permet à la Red Oak Road de franchir la Cabin Creek au sud de Lamar. Il est inscrit au Registre national des lieux historiques depuis le 24 janvier 2023.